# Liza Alexandrova-Zorina
Elizaveta Borisovna Alexandrova-Zorina (ryska: Елизавета Борисовна Александрова-Зорина: Jelizaveta Borisovna Aleksandrova-Zorina), känd som Liza Alexandrova-Zorina, född 22 mars 1984 i Leningrad i Ryska SSR i Sovjetunionen (nu Sankt Petersburg i Ryssland), är en rysk journalist och författare.

## Biografi
Alexandrova-Zorina växte upp i staden Kovdor i Murmansk oblast, men flyttade senare till Sankt Petersburg och därefter till Moskva. Hon är numera bosatt i Sverige.
Från 2011 till 2018 var hon krönikör på den ryska  tidningen Moskovsky Komsomolets. 
I Sverige har Alexandrova-Zorina skrivit för bland annat Sydsvenskan och Expressen. Hennes reportage i den senare ligger till grund för hennes första bok på svenska, Imperiets barn, som behandlar ett slags skuggsamhälle, där språket är ryska och svensk lag inte gäller. Uppföljaren De livegnas land från 2025 behandlar framförallt detta skuggsamhälles närvaro i den svenska byggsektorn.
Alexandrova-Zorina är sedan 2021 gift med den svenske författaren och dramatikern Dmitri Plax med vilken hon har en son.